# Rühle (Familienname)
Rühle oder Ruehle ist ein deutscher Familienname.

## Namensträger
- Alex Rühle (* 1969), deutscher Journalist
- Alice Rühle-Gerstel (1894–1943), deutsche Schriftstellerin und Frauenrechtlerin
- Andreas Rühle (1651–1719), deutscher Zimmermeister
- Christoph Rühle (* 1980), deutscher Orgelbauer
- Clara Rühle (1885–1947), deutsche Malerin, frühe Protagonistin der Abstraktion und Wegbegleiterin der Moderne
- Dieter Rühle (* 1940), deutscher Architekt
- Frank Rühle (* 1944), deutscher Ruderer
- Fritz Rühle (vor 1920–nach 1944), deutscher Fußballschiedsrichter
- Gabriel Rühle (1657–1726), deutscher Zimmermeister und Architekt
- Gerhard Rühle (Gerd Rühle; 1905–1949), deutscher Jurist, Autor und Reichstagsabgeordneter
- Gottlieb Rühle († 1965), deutscher Politiker, NSDAP- und SA-Mitglied, Bürgermeister von Mössingen
- Günther Rühle (1924–2021), deutscher Intendant und Theaterkritiker
- Hans Rühle (* 1937), deutscher Ministerialbeamter und Publizist
- Hans Gottlob Rühle (* 1949), deutscher Jurist und Lyriker
- Heide Rühle (* 1948), deutsche Politikerin (Bündnis 90/Die Grünen)
- Helmut Rühle (1934–2016), deutscher Fußballspieler
- Hermann Rühle (1924–1993), deutscher Bauingenieur
- Hugo Ruehle (1824–1888), deutscher Mediziner und Hochschullehrer
- Jakob Friedrich Rühle (1630–1708), deutscher Politiker, Bürgermeister von Heilbronn
- Joachim Rühle (* 1959), deutscher Offizier, Admiral der Deutschen Marine der Bundeswehr
- Johann Esaias von Rühle (1655–1726), deutscher Politiker, Bürgermeister von Heilbronn
- Julia Jasmin Rühle (* 1987), deutsche Sängerin und Laiendarstellerin
- Jürgen Rühle (1924–1986), deutscher Journalist und Schriftsteller
- Karl-Heinz Rühle (1942–2024), deutscher Mediziner, Universitätsprofessor und Fachautor
- Ludwig Rühle (1895–1967), deutscher Mundart- und Heimatdichter
- Manfred Rühle (* 1938), deutscher Physiker und Hochschullehrer
- Otto Rühle (Politiker, 1874) (1874–1943), deutscher Politiker (SPD, KAPD, KPD) und Schriftsteller
- Otto Rühle (Politiker, 1914) (1914–1969), deutscher NDPD-Funktionär
- Rainer Rühle (1956–1981), deutscher Fußballspieler
- Roland Rühle (1937–2012), deutscher Physiker, Informatiker und Hochschullehrer
- Tobias Rühle (* 1991), deutscher Fußballspieler
- Ulrich Rühle (* 1940), deutscher Musik-Autor
- Wieland Rühle (* 1938), deutscher Orgelbauer
- Wilhelm Rühle (1906–1993), deutscher Orgelbauer in Moritzburg (Sachsen)
- Rütjer Rühle (* 1939), deutscher Maler